# Independence (Schiff, 2014)
Die Independence ist ein 2014 gebauter Flüssiggastanker, der in Klaipėda als Importterminal dient.

## Geschichte
2007 beschloss der Seimas (das litauische Parlament), dass ein Flüssigerdgasterminal gebaut werden soll.
Der von Hyundai Heavy Industries gebaute Tanker wurde als Tanklagerschiff mit Rückverflüssigungsanlage („floating storage and regasification unit“, FSRU) entworfen. Das Schiff hat eine Speicherkapazität von rund 170.000 m³. Es wird als schwimmendes LNG-Terminal und -Speicher im Hafen von Klaipėda eingesetzt und soll Litauen von Gaslieferungen aus Russland unabhängiger machen. Das Projekt wird von der Europäischen Investitionsbank mitfinanziert.
Das 2011 bestellte Schiff wurde 2013/2014 gebaut. Die Kiellegung fand am 21. Januar, der Stapellauf am 3. Mai 2013 statt. Die Fertigstellung erfolgte am 12. Mai 2014. Das Schiff erreichte seinen Bestimmungshafen am 27. Oktober 2014. Das Schiff, das zuvor Höegh Evi gehörte, wurde im Dezember 2024 von KN Energies übernommen, die das Flüssigerdgasterminal auch betreiben.

## Technische Daten
Das Schiff ist mit einem dieselelektrischen Antrieb ausgerüstet. Für die Stromerzeugung stehen vier von Wärtsilä-Dieselmotoren angetriebene Generatoren zur Verfügung. Die Notstromversorgung wird von einem von einem Cummins-Dieselmotor angetriebenen Generator sichergestellt.
Das Schiff verfügt über vier Ladungstanks. Tank 1 fasst 26.510 m³, Tanks 2 bis 4 jeweils 46.873 m³ (bei 98 % Nutzung). Geladen werden können maximal 9000 m³/Std., gelöscht maximal 5000 m³/Std.
Das neue weltweit größte LNG-Bunkerschiff Kairos wird von  der Independence versorgt.